# Zythum

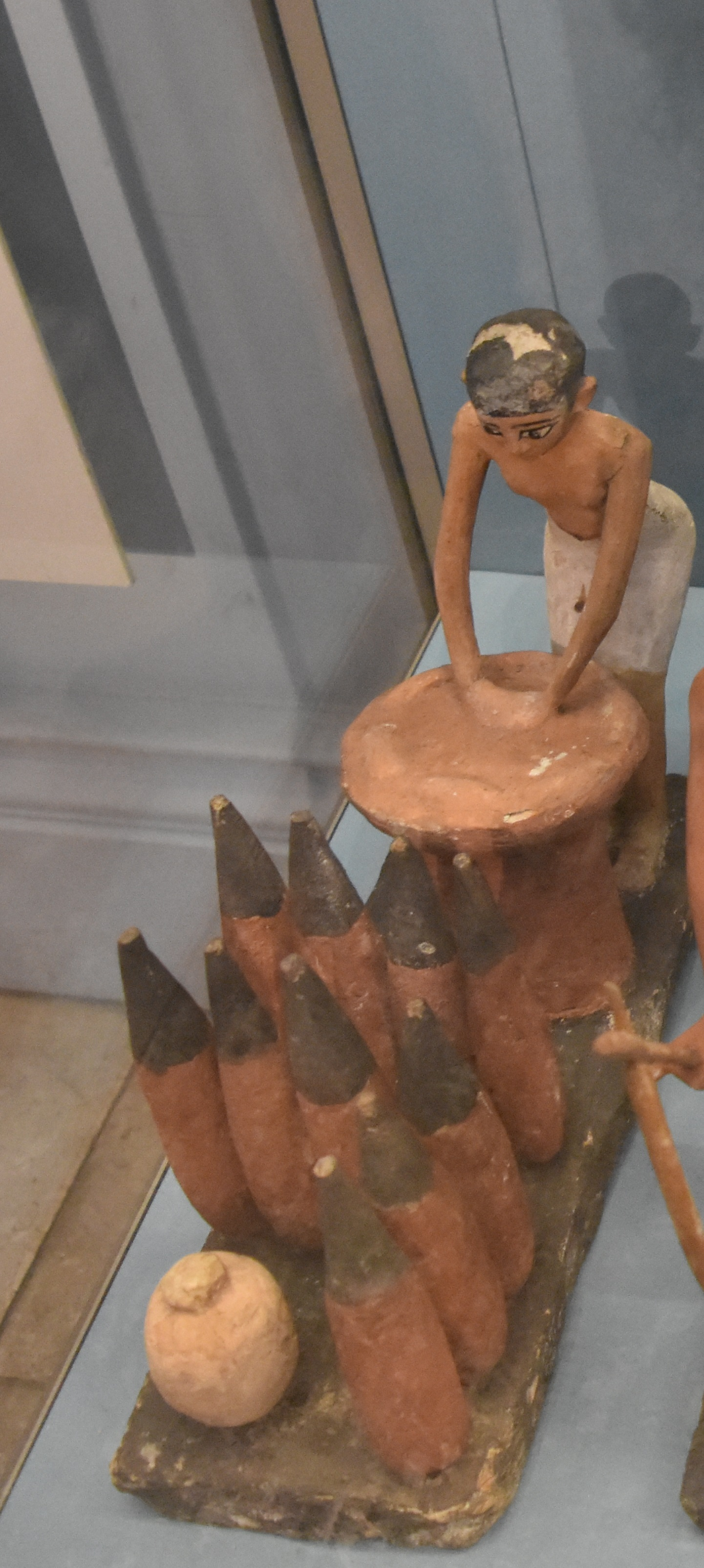
Femme pétrissant du pain, des cruches de bières à ses pieds. British Museum

Le zythum, ou zython (du grec ζύθος zýthos, « bière » ou du serbe жито/žito signifiant « blé ») est une boisson assez semblable à de la bière que les anciens Égyptiens fabriquaient à partir d’orge germée et fermentée. Elle porte aussi le nom de vin d’orge ou de boisson pélusienne, du nom de son lieu de fabrication, la ville de Péluse, située entre l’Égypte et la Palestine. Le vin d'orge avait la réputation d'être plus enivrant que le jus de raisin, et importé en Grèce, Aristote, Sophocle, Eschyle l'ont alors loué. Hérodote qui voyagea en Égypte savait que « les Égyptiens buvaient du vin obtenu à partir de l'orge, parce que la vigne est inconnue dans leur pays ».
Les noms zythum ou zython furent attribués par des archéologues du XIXe siècle étudiant l’Égypte pharaonique. Le dizythum en était une variété plus forte.
Dans certains dictionnaires de langue française (les Larousse notamment), il s’agit du dernier nom commun mentionné, dans l’ordre alphabétique (mais certains dictionnaires en citent d'autres, comme zyzomys).